# Distretto di Dornbirn
Il distretto di Dornbirn (in tedesco Bezirk Dornbirn) è un distretto amministrativo austriaco dello stato del Vorarlberg.

Comuni del distretto di Dornbirn (sono indicati in rosso le città, in blu il comune con diritto di mercato. Il numero nell'elenco corrisponde alla posizione del comune nella carta).

## Geografia antropica

### Città
1. Dornbirn
2. Hohenems

### Comuni mercato
1. Lustenau